# Ochiai Norita
Norita Ochiai (sinh ngày 2 tháng 9 năm 1980) là một cầu thủ bóng đá người Nhật Bản.

## Sự nghiệp câu lạc bộ
Norita Ochiai đã từng chơi cho Avispa Fukuoka.